# Костаки Пеев
Костаки Пеев Георгиев е български общественик.

## Биография
Роден е през 1843 г. в град Пловдив. Учи в Епархийско класно училище „Св. св. Кирил и Методий“ при Йоаким Груев. Още непълнолетен замества баща си Пейо Георгиев в пловдивската българска вероизповедна община. През 1872 г. заедно с други съмишленици основава взаимоспомагателно дружество „Пчела“, на което е избран за касиер. Подпомага финансово Априлското въстание, за което лежи в затвора „Таш капия“. Осъден на смърт, но след застъпничество е пратен на лечение. На 14 декември 1878 г. става първият изборен кмет на град Пловдив. Става за втори път кмет в периода 8 май 1884 – 13 ноември 1887 г. След съединението влиза в състава на Временното правителство на Източна Румелия.
През 1895 г. основава заедно с други общественици Търговско-индустриалната камара, а до 1898 г. е неин почетен председател. Бил е депутат в Областното събрание на Източна Румелия и два пъти в Народното събрание на Княжеството.